# Škoda 105/120
Škoda 105/120 var en personbil från Škoda som tillverkades 1976–1990. Den var tidigare en mycket vanlig bil i dåvarande Tjeckoslovakien.

## Historik
Modellen var från början tänkt att ha framhjulsdrift, men blev sedan ändå i likhet med föregångaren Škoda 100 byggd som svansmotorbil. Bakhjulsdrivningen gav fördelar för framkomligheten i vinterväglag, men bidrog inte till några goda vägegenskaper. Bilen hade bakhjulsupphängning med pendelaxel, en konstruktion som var populär p.g.a. sin enkelhet och god komfort. Det var också pendelaxeln som gav bilen dåligt rykte när TV-programmet Trafikmagasinet i november 1978 fick den att välta i ett undanmanöverprov. Efter den händelsen konstruerades bakvagnen om, men förtroendet för varumärket hade skadats allvarligt.
Skoda 105/120 var under många år den billigaste bilmodellen som såldes i Sverige, men blev trots det inte någon större succé. I Danmark var den däremot en mycket vanlig syn, beroende på en progressiv beskattning av nya bilar som gynnar bilar med ett lägre pris.
Trots att det var en enkel bil med relativt svag motor hade den vissa framgångar i rally. Modellerna ersattes av Škoda 130/135/136, som byggde vidare på samma grundkonstruktion.